# ناحیه تینرکوک
ناحیه تینرکوک (به عربی: دائرة تینرکوک) یک ناحیه در الجزایر است که در استان ادرار واقع شده‌است.